# Carlos Ferro (político)
Carlos Roberto Ferro Solanilla es un político colombiano, miembro del Partido de la U, elegido por elección popular para integrar el Senado de Colombia.

## Carrera profesional
Ferro Solanilla fue consultor de la Fundación Cundinamarca en 1991.

## Congresista de Colombia
En las elecciones legislativas de Colombia de 2002, Ferro Solanilla fue elegido senador de la república de Colombia con un total de 70.699 votos. Posteriormente en las elecciones legislativas de Colombia de 2006 y 2010, Ferro Solanilla fue reelecto senador con un total de 28.096 y 44.804 votos respectivamente.

### Iniciativas
El legado legislativo de Carlos Roberto Ferro Solanilla se identificó por su participación en las siguientes iniciativas desde el congreso:

- Reformar el artículo 67 de la Constitución Política de Colombia.[3]
- Permitir la reelección inmediata de Gobernadores y Alcaldes solo para el siguiente periodo.[4]
- Modificar y adicionar la Ley 668 de 2001 al instituir la Red Interinstitucional por la Integridad.[5]
- Crear las compañías intermediarias de taxis (Retirado).[6]
- Celebración de los cuarenta años (40) de existencia de la Universidad de Cundinamarca.[7]
- Afianzar en la práctica el principio de igualdad entre los educadores y a desarrollar el principio jurídico según el cual a trabajo igual debe corresponder salario y prestaciones iguales (Objetado por el Presidente de la República).[8]
- Modificar los artículos 186, 235, 241 y 251 de la Constitución Nacional -Fuero parlamentario y doble instancia para los congresistas- (Archivado).[9]
- Reformar la integración del Senado, creando circunscripciones electorales especiales para los Llanos orientales, la Amazonia y las comunidades afrocolombianas (Archivado).[10]
- Convocar a un referendo constitucional y se somete a consideración del pueblo un proyecto de reforma constitucional (Archivado).[11]
- Regulación de los partidos y movimientos políticos (Archivado).[12]

## Carrera política
Su trayectoria política se ha identificado por:

### Partidos políticos
A lo largo de su carrera ha representado a los siguientes partidos:
| Partido político | Fecha Inicio        | Fecha Fin           |
| Partido de la U  | 20 de julio de 2006 |                     |
| Somos Colombia   | 20 de julio de 2002 | 19 de julio de 2006 |

### Cargos públicos
Entre los cargos públicos ocupados por Carlos Roberto Ferro Solanilla, se identifican:
| Cargo público                                                 | Partido político | Fecha Inicio             | Fecha Fin               |
| Viceministro de Relaciones Públicas (Ministerio del Interior) | Partido de la U  | 10 de octubre de 2015    | 16 de febrero de 2016   |
| Senador de la República                                       | Partido de la U  | 20 de julio de 2010      | 19 de julio de 2014     |
| Senador de la República                                       | Partido de la U  | 20 de julio de 2006      | 19 de julio de 2010     |
| Senador de la República                                       | Somos Colombia   | 20 de julio de 2002      | 19 de julio de 2006     |
| Concejal Fusagasugá, Cundinamarca                             |                  | 17 de septiembre de 1986 | 31 de diciembre de 1988 |

## Escándalo "La Comunidad del Anillo"
En febrero de 2016, presentó renuncia al cargo de Viceministro de Relaciones Públicas del Ministerio del Interior, debido a un vídeo dado a conocer por la periodista Vicky Dávila en La FM, donde el entonces Senador Carlos Ferro sostiene una conversación de tipo sexual con un miembro de la Policía Nacional, como prueba de la existencia de una red de prostitución homosexual masculina gestada en el interior de la institución, involucrando además de oficiales de policía, senadores y funcionarios de gobierno; escándalo que se conoció en la opinión pública como la "Comunidad del Anillo". Por estos hechos, la Procuraduría General de la Nación le abrió investigación disciplinaria a Carlos Ferro por proxenetismo, inducción a la prostitución y trata de personas.